# 風のクロノアG2 ドリームチャンプ・トーナメント
『風のクロノアG2 ドリームチャンプ・トーナメント』（かぜのクロノアジーツー ドリームチャンプ・トーナメント、欧米版タイトル：Klonoa 2: Dream Champ Tournament）は、2002年8月6日にナムコ（後のバンダイナムコゲームス）より発売されたゲームボーイアドバンス用パズルアクションゲームソフト。風のクロノアシリーズの一作。

## 概要
同じく携帯ゲーム機で発売された『風のクロノア ムーンライトミュージアム』や『夢見る帝国』の流れを汲んだゲームで、更にギミックやアクション要素を強化している。敵モンスターも『世界が望んだ忘れもの』に登場したエルビルやリクリが追加されたほか、おなじみのムゥも各ワールド毎にコスチュームが異なる。

## ステージ
ゲームは5つのワールドに分けられ、そのワールドは「ビジョン」という9つのステージに分けられる。各ワールドはパズルビジョンとアクションビジョンで構成され、アクションビジョンのフロート面は3D化されている。各ワールドの最終ステージはボスビジョン。
- ワールド1 - ウエスタン ジャングル
- ワールド2 - ノース エクスプレス
- ワールド3 - デザート イースト
- ワールド4 - サウス リゾート
- ワールド5 - ガーレンキャッスル
- EX